# القطط في الإسلام

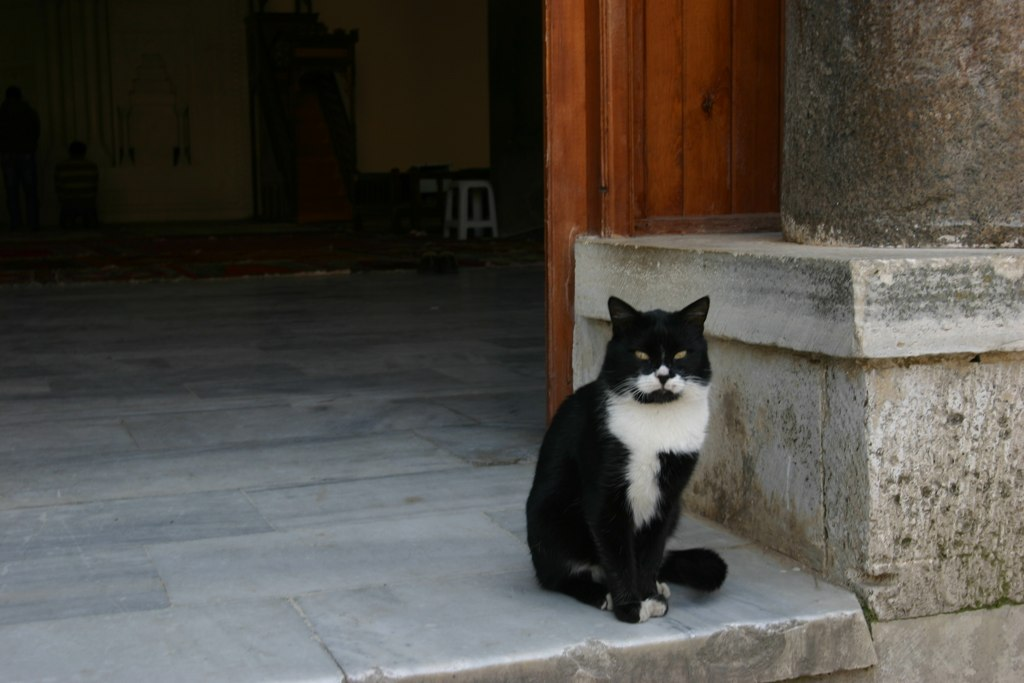
قطة في أحد مساجد تركيا.

تُعتبر القِطَط في الإسلام أو (السنّور) حيوانات طاهرة، ووُردت أحاديث من السُّنة النبويَّة التي تدل على طهارتها وجواز اقتنائها وتربيّتها، كما تُعتبر القطط حيوانات مُحببةٍ إلى النبي محمد ﷺ وكان يسميها من الطوافين والطوافات في البيوت، وكان يتوضأ من الماء الذي شربت منه القطة واعتبره طاهرًا. كُني أحد الصحابة بأبي هريرة اقتباسًا من لفظ الهر بسبب تعلقه الشديد بهذا الحيوان. ويُعتبر القط أكثر الحيوانات تواجدًا في بلاد المُسلمين، ومن أكثر الحيوانات اقتناءً من قِبل المُسلمين. وعلى عكس الكلاب، فإن الشرع الإسلامي أجاز بدخول القطط للمنازل والبيوت والمساجد وذلك لطهارتها.

## طهارة القط

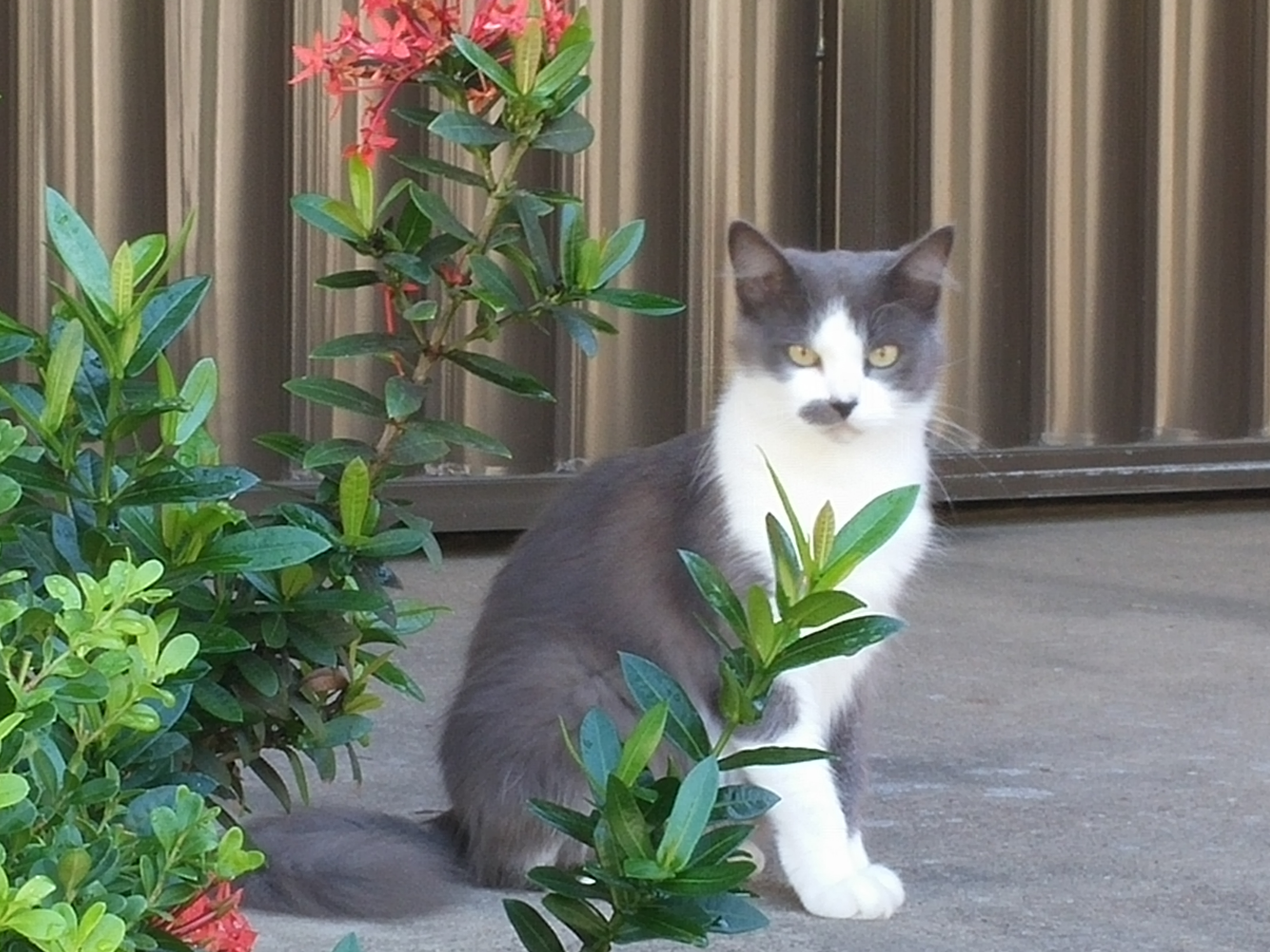
قط في الحديقة

أجمع العلماء وجمهور المذاهب الأربعة على طهارة القط، وطهارة بدنها وريقها، وعدم نجاسة الطعام الذي تأكل منه، وطهارة سؤرها وجلدها بخلاف بولها وروثها وما سال من دمها، وقد توضأ النبي محمد ﷺ مما تبقى من إناء ماء شربت منه قطة، ولا ينهى عن ذلك، ومن الأحاديث والروايات التي رُويت في طهارة القط:
روي عن أبو قتادة في  صحيح مسلم: 
| القطط في الإسلام | أن أبا قتادة دخل على كبشة بنت كعب بن مالك وهي زوجة ابنه: فسكبت له وضوءاً فجاءت هرة لتشرب منه فأصغى لها الإناء حتى شربت، قالت: كبشة فرآني انظر إليه فقال: أتعجبين يا ابنة أخي، فقلت: نعم، فقال: إن رسول ﷺ قال: إنها ليست بنجس، إنما هي من الطوافين أو الطوافات.، صحيح | القطط في الإسلام |

روي عن أنس بن مالك في  صحيح البخاري: 
| القطط في الإسلام | خرج النبي ﷺ إلى أرض بالمدينة يقال لها بطحان، فقال: " يا أنس اسكب لي وضوءاً " فسكبت له، فلما قضى حاجته أقبل إلى الإناء وقد أتى هر فولغ في الإناء، فوقف النبي ﷺ وقفة حتى شرب الهر ثم توضأ، فذكرت للنبي ﷺ أمر الهر، فقال: " يا أنس إن الهر من متاع البيت لن يقذر شيئاً ولن ينجسه ".، صحيح | القطط في الإسلام |

## الشرع
أباح الإسلام تربيّة القطط واقتنائها وحث على الرحمة في معاملتها وتوّعد بالنار من قام بإيذائها وتعذيبها وقتلها وحبسها من غير طعام أو شراب، وذلك لما ذُكر في صحيح مُسلم:
روي عن عبد الله بن عمر بن الخطاب في  صحيح مسلم: 
| القطط في الإسلام | عذبت امرأة في هرة سجنتها حتى ماتت، فدخلت فيها النار، لا هي أطعمتها وسقتها إذ حبستها، ولا هي تركتها تأكل من خشاش الأرض، صحيح | القطط في الإسلام |

اُختلف في بيع القطط وأخذ ثمنها، حيث ذهب أغلب أهل العلم على جواز بيعها، وذهب بعض العلماء إلى تحريم بيعها كالظاهرية ورواية عن الإمام أحمد، ومن أدلة المانعين:
روي عن جابر بن عبد الله في  سنن أبي داود: 
| القطط في الإسلام | نَهَى رَسُولُ اللَّهِ صَلَّى اللَّهُ عَلَيْهِ وَسَلَّمَ عَنْ ثَمَنِ الْكَلْبِ وَالسِّنَّوْرِ.، صحيح مُختلف فيه | القطط في الإسلام |

روي عن عبد الله بن الزبير في  صحيح مسلم: 
| القطط في الإسلام | عَنْ أَبِي الزُّبَيْرِ قَالَ : سَأَلْتُ جَابِرًا عَنْ ثَمَنِ الْكَلْبِ وَالسِّنَّوْرِ قَالَ : زَجَرَ النَّبِيُّ صَلَّى اللَّهُ عَلَيْهِ وَسَلَّمَ عَنْ ذَلِكَ .، صحيح مُختلف فيه | القطط في الإسلام |